# Alseodaphne himalayana
Alseodaphne himalayana är en lagerväxtart som beskrevs av Kostermans. Alseodaphne himalayana ingår i släktet Alseodaphne och familjen lagerväxter. Inga underarter finns listade i Catalogue of Life.